# Salsa cóctel

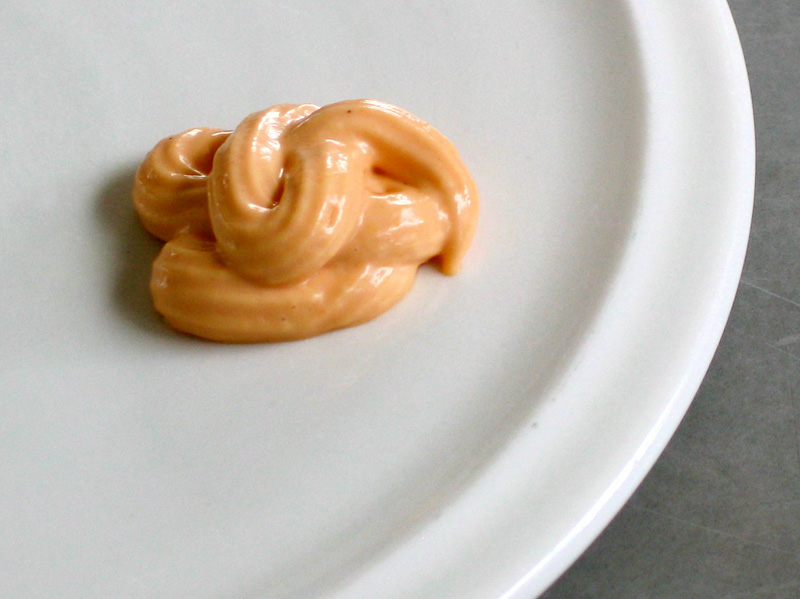
Salsa cóctel.

La salsa cóctel, salsa rosa o salsa rosada es una salsa fría de origen discutido, y multitud de versiones, siendo la más popular, la salsa Golf, que ocasiona que en ocasiones se mezclen ambos nombres.
- Variante clásica europea: salsa de tomate natural o frito, mayonesa y algún ingrediente adicional para dar más sabor, típicamente ingredientes líquidos como vino tinto, whiskey, coñac, zumo de naranja o salsa Worcestershire. Correspondería a la salsa golf de España (donde la salsa rosa es la variante preparada con ketchup).
- Variantes clásicas norteamericanas: igual que la europea pero sustituyendo la salsa de tomate por kétchup o chili y la mayonesa por rábano rusticano preparado.
- Variantes hispanoamericanas: al ser la mayonesa un ingrediente común en la cocina hispanoamericana, frecuentemente se realiza una mezcla de las variantes principales, obteniendo una salsa de mayonesa y kétchup o chili, si bien en la alta cocina existe una inclinación por la variante europea con salsa de tomate por su sabor menos agresivo y su adaptación a otros ingredientes. Normalmente la cantidad de kétchup es la justa para dar un poco de color, distinguiéndose en esto de la salsa golf, en la que la cantidad de salsa de tomate o kétchup es mucho mayor.

En algunos países (como Venezuela y Colombia por ejemplo) se le conoce simplemente como salsa rosada, en Puerto Rico se la conoce como "mayo kétchup", en República Dominicana como "mayocachú" y lleva más cantidad de kétchup. Viene a ser el equivalente a la salsa golf argentina.

## Usos
La salsa cóctel es un acompañamiento habitual para el cóctel de gambas, del que toma su nombre. También se utiliza para aderezar huevos de codorniz, hamburguesas, perritos calientes, sándwiches, camarones fritos, entre otros; en Colombia es uno de los principales aderezos de los tradicionales fritos callejeros, empleada principalmente para acompañar pasteles de pollo y empanadas de papa y carne. En Venezuela también se emplea en algunos platos autóctonos (aun cuando la salsa de por sí no lo es), caso de algunos rellenos de arepa o empanadas como los de salchichas o huevos de codorniz, así como el plato larense conocido como tostada caroreña de la ciudad de Carora como lo indica su nombre.  